# Автошлях E24
Європейський маршрут Е24 —  європейський автомобільний маршрут категорії А у  Великій Британії, що з'єднує міста Бірмінгем і Іпсвіч. Довжина маршруту — 254 км.
Маршрут Е24 проходить через міста Ковентрі, Регбі, Кеттерінг, Кембридж і Бери-Сент-Едмундс.
Е24 пов'язаний з маршрутами  E05 і  E30.

## Див. Також
- Список європейських автомобільних маршрутів